# 松原裕司
松原裕司（まつばら ゆうじ、1979年9月5日 - ）は、日本のラグビー選手、指導者。

## プロフィール
- 大阪市出身。
- 日本代表キャップは23。
- ポジションはフッカー(HO)。
- 現役時代のサイズは身長180cm、体重100kg。
- ニックネームは『マツ』。

## 経歴
大阪工大高校3年時に高校日本代表に選出され、フランス遠征に参加。主将を務め、現地での6試合全てに先発出場した。
1998年、明治大学に進学。ラグビー部では3年時から正ナンバーエイトに定着し、4年時には明治大学ラグビー部の主将を務めた。
2002年、大学卒業後に神戸製鋼に加入。2004年度から2006年度まで神戸製鋼の主将を務めた。
2007年、ラグビーワールドカップ2007の日本代表に選ばれる。なお同大会では3試合で先発出場した。
2012年9月にトップリーグ通算100試合出場を達成した。
2014年、神戸製鋼のプレイングコーチに就任するが、2015年、神戸製鋼を退団して釜石シーウェイブスに加入。2シーズンプレーした。
2017年、現役を引退するとともに、釜石シーウェイブスのFW（フォワード）コーチに就任。